# Katalin Marosi
Katalin Marosi (Gheorgheni, 12 november 1979) is een in Roemenië geboren tennisspeelster uit Hongarije. Op zesjarige leeftijd begon ze met tennis, en op haar zestiende werd ze professional. Haar favoriete ondergrond is hardcourt. Zij speelt rechtshandig en heeft een tweehandige backhand. Zij was actief in het proftennis van 1995 tot en met 2013 – in april/mei 2015 nam zij nog deel aan enkele dubbelspeltoernooien. Van juni 2000 tot mei 2002 speelde zij onder de naam Katalin Marosi-Aracama.

## Loopbaan

### Enkelspel
Marosi debuteerde in 1995 op het ITF-toernooi van Cluj (Roemenië) – zij bereikte meteen de finale, die zij verloor van de Roemeense Raluca Sandu. Later dat jaar veroverde Marosi haar eerste titel, op het ITF-toernooi van São Paulo (Brazilië), door de Amerikaanse Meghann Shaughnessy te verslaan. In totaal won zij vijftien ITF-titels, de laatste in 2008 in Bell Ville (Argentinië).
In 1999 kwalificeerde Marosi zich voor het eerst voor een WTA-hoofdtoernooi, op het toernooi van Bratislava. Zij sneuvelde in de eerste ronde. In het verdere verloop van haar enkelspelcarrière was de kwartfinale het beste WTA-resultaat dat zij wist te behalen, tweemaal in Boedapest (2000 en 2008) en tweemaal in Bogota (2001 en 2003).
Haar beste resultaat op de grandslamtoernooien is het bereiken van de tweede ronde, op Wimbledon 2000. Haar hoogste positie op de WTA-ranglijst is de 101e plaats, die zij bereikte in mei 2000.

### Dubbelspel
Marosi behaalde in het dubbelspel betere resultaten dan in het enkelspel. Zij debuteerde in 1995 op het ITF-toernooi van Cluj (Roemenië) samen met de Roemeense Raluca Sandu (van wie zij in de enkelspelfinale verloor) – zij bereikten er de halve finale. Later dat jaar stond zij voor het eerst in een finale, op het ITF-toernooi van Santiago (Chili), samen met de Braziliaanse Miriam D'Agostini – hier veroverde zij haar eerste titel, door het Chileense duo Bárbara Castro en María-Alejandra Quezada te verslaan. In totaal won zij 31 ITF-titels, de laatste in 2012 in Nassau (Bahama's).
In 1997 speelde Marosi voor het eerst op een WTA-hoofdtoernooi, op het toernooi van Praag, samen met de Georgische Nino Louarsabishvili. Zij bereikten er de tweede ronde. In 2000 vertegenwoordigde zij Hongarije op de Olympische Spelen in Sydney, samen met Petra Mandula – zij bereikten er de kwartfinale. Marosi stond in 2009 voor het eerst in een WTA-finale, op het toernooi van Estoril, samen met de Canadese Sharon Fichman – zij verloren van het Amerikaanse koppel Raquel Kops-Jones en Abigail Spears. Marosi slaagde er niet in een WTA-toernooi te winnen. Wel stond ze in totaal drie keer in de finale, de laatste keer in 2013 in Oeiras, samen met de Kroatische Darija Jurak.
Haar beste resultaat op de grandslamtoernooien is het bereiken van de derde ronde, op de Australian Open 2000. Haar hoogste positie op de WTA-ranglijst is de 33e plaats, die zij bereikte in mei 2013.

## Posities op deWTA-ranglijst
Positie per einde seizoen:
| jaartal | ranking enkelspel | ranking dubbelspel |
| ------- | ----------------- | ------------------ |
| 2013    | 1006              | 53                 |
| 2012    | 387               | 47                 |
| 2011    | 526               | 135                |
| 2010    | 443               | 263                |
| 2009    | 171               | 105                |
| 2008    | 209               | 257                |
| 2006    | 680               | 755                |
| 2005    | 592               | 557                |
| 2004    | 299               | 162                |
| 2003    | 172               | 93                 |
| 2002    | 148               | 165                |
| 2001    | 154               | 103                |
| 2000    | 128               | 90                 |
| 1999    | 141               | 86                 |
| 1998    | 215               | 171                |
| 1997    | 212               | 110                |
| 1996    | 220               | 341                |
| 1995    | 518               | 337                |

## Palmares
| Legenda                 |
| ----------------------- |
| Grandslamtoernooi       |
| Olympische Spelen       |
| Year-End Championships  |
| Premier Mandatory       |
| Premier Five / WTA 1000 |
| Premier / WTA 500       |
| International / WTA 250 |
| Challenger / WTA 125    |

### WTA-finaleplaatsen vrouwendubbelspel
| nr.              | finaledatum | toernooi    | ondergrond | partner        | tegenstandsters                            | score            |         |
| ---------------- | ----------- | ----------- | ---------- | -------------- | ------------------------------------------ | ---------------- | ------- |
| Verloren finales |             |             |            |                |                                            |                  |         |
| 1.               | 2009-05-09  | WTA Estoril | gravel     | Sharon Fichman | Raquel Kops-Jones Abigail Spears           | 6-2, 3-6, [5-10] | details |
| 2.               | 2012-07-14  | WTA Palermo | gravel     | Darija Jurak   | Renata Voráčová Barbora Záhlavová-Strýcová | 6-7, 4-6         | details |
| 3.               | 2013-05-04  | WTA Oeiras  | gravel     | Darija Jurak   | Chan Hao-ching Kristina Mladenovic         | 6-7, 2-6         | details |

## Prestatietabel grandslamtoernooien
| Legenda | Legenda                          |
| ------- | -------------------------------- |
| g.t.    | geen toernooi gehouden           |
| l.c.    | lagere categorie                 |
| –       | niet deelgenomen                 |
| G       | uitgeschakeld in de groepsfase   |
| 1R      | uitgeschakeld in de eerste ronde |
| 2R      | uitgeschakeld in de tweede ronde |
| 3R      | uitgeschakeld in de derde ronde  |
| 4R      | uitgeschakeld in de vierde ronde |
| KF      | uitgeschakeld in de kwartfinale  |
| HF      | uitgeschakeld in de halve finale |
| F       | de finale verloren               |
| W       | het toernooi gewonnen            |
| w-v     | winst/verlies-balans             |

### Enkelspel
| Toernooi        | 2000 | 2001 |
| --------------- | ---- | ---- |
| Australian Open | –    | 1R   |
| Roland Garros   | 1R   | –    |
| Wimbledon       | 2R   | –    |
| US Open         | 1R   | –    |

### Vrouwendubbelspel
| Toernooi        | 1998 | 1999 | 2000 | 2001 | 2002 | 2003 | 2004 |    | 2009 | 2010 | 2011 | 2012 | 2013 |
| --------------- | ---- | ---- | ---- | ---- | ---- | ---- | ---- | -- | ---- | ---- | ---- | ---- | ---- |
| Australian Open | 1R   | –    | 3R   | 2R   | 1R   | 2R   | 1R   | –  | –    | –    | –    | 2R   |      |
| Roland Garros   | 1R   | 1R   | 1R   | 1R   | –    | 1R   | –    | –  | –    | –    | 1R   | 2R   |      |
| Wimbledon       | –    | 1R   | 1R   | 1R   | –    | 1R   | –    | 1R | 1R   | 1R   | 2R   | 1R   |      |
| US Open         | –    | 1R   | 1R   | 1R   | –    | 1R   | –    | –  | –    | –    | 2R   | 2R   |      |

### Gemengd dubbelspel
| Toernooi        | 2000 |    | 2013 |
| --------------- | ---- | -- | ---- |
| Australian Open | –    | –  |      |
| Roland Garros   | –    | –  |      |
| Wimbledon       | 1R   | 3R |      |
| US Open         | –    | –  |      |